# ロッキンガム郡 (ニューハンプシャー州)
ロッキンガム郡（英: Rockingham County）は、アメリカ合衆国ニューハンプシャー州の南東部に位置する郡である。人口は31万4176人（2020年）。郡庁所在地はブレントウッドであり、同郡で人口最大の都市はデリーである。

## 歴史
ロッキンガム郡となった地域は1623年には既にプリマス植民地から北に移動してきたヨーロッパ人が入植していた。そこの政府は1679年までマサチューセッツ湾植民地の堅く結びついていたが、郡が編成されたのは1769年になってからだった。
ロッキンガム郡はニューハンプシャー植民地最初の5郡の1つだった。郡名は1765年から1766年のイギリスの首相を務めた第2代ロッキンガム侯爵チャールズ・ワトソン＝ウェントワースに因んで名付けられた。郡の組織化は1771年に行われ、郡庁所在地はエグゼターに置かれた。1844年、郡北西部にベルナップ郡が設立されて、領域を減らした。1997年、郡庁所在地はエクセター町に隣接する田舎町、ブレントウッドに移された。
日露戦争の講和会議は、アメリカ合衆国大統領セオドア・ルーズベルトの仲介により、郡内唯一の市であるポーツマス市のポーツマス海軍造船所内86号棟で行われ、ポーツマス条約が1905年9月5日に調印された。ただし、現在のポーツマス海軍造船所はメイン州に入っている。

## 地理
アメリカ合衆国国勢調査局に拠れば、郡域全面積は794平方マイル (2,060 km2)であり、このうち陸地695平方マイル (1,800 km2)、水域は99平方マイル (260 km2)で水域率は12.47%である。郡内最高地点はディアフィールド町にあるノッティンガム山であり、標高は1,340フィート (410 m) である。

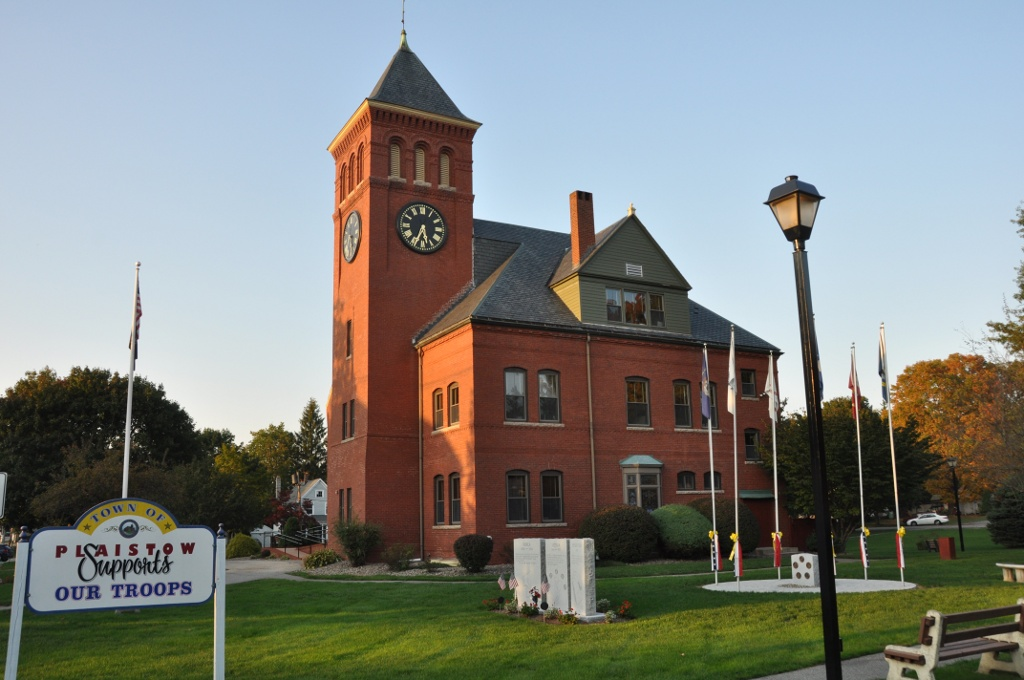
プレイストウ町役場

### 隣接する郡
- ストラッフォード郡 - 北
- ヨーク郡 (メイン州) - 北東
- エセックス郡 (マサチューセッツ州) - 南
- ヒルズボロ郡 - 西
- メリマック郡 - 北西

### 国立保護地域
- グレートベイ国立野生生物保護区

## 人口動態

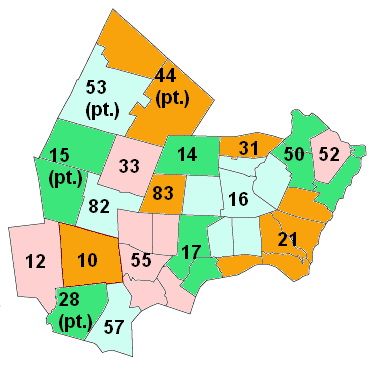
ロッキンガム郡の教育学区区分図

以下は2000年国勢調査による人口統計データである。
| 基礎データ - 人口: 277,359 人 - 世帯数: 104,529 世帯 - 家族数: 74,320 家族 - 人口密度: 154人/km2（399人/mi2） - 住居数: 113,023 軒 - 住居密度: 63軒/km2（163軒/mi2） 人種別人口構成 - 白人: 96.80% - アフリカン・アメリカン: 0.58% - ネイティブ・アメリカン: 0.18% - アジア人: 1.11% - 太平洋諸島系: 0.04% - その他の人種: 0.38% - 混血: 0.92% - ヒスパニック・ラテン系: 1.19% 先祖による構成 - アイルランド系：18.1% - イギリス系：14.6% - イタリア系：11.8% - フランス系：10.5% - フランス系カナダ人：6.0% - ドイツ系：6.0% - アメリカ人：5.6% 言語による構成 - 英語：94.3% - フランス語：1.8% - スペイン語：1.3% | 年齢別人口構成 - 18歳未満: 26.4% - 18-24歳: 6.2% - 25-44歳: 32.8% - 45-64歳: 24.4% - 65歳以上: 10.1% - 年齢の中央値: 37歳 - 性比（女性100人あたり男性の人口） - 総人口: 97.4 - 18歳以上: 95.4 世帯と家族（対世帯数） - 18歳未満の子供がいる: 35.9% - 結婚・同居している夫婦: 59.5% - 未婚・離婚・死別女性が世帯主: 8.2% - 非家族世帯: 28.9% - 単身世帯: 22.0% - 65歳以上の老人1人暮らし: 7.0% - 平均構成人数 - 世帯: 2.63人 - 家族: 3.11人 収入と家計 - 収入の中央値 - 世帯: 58,150米ドル（2007年推計では72,600ドル） - 家族: 66,345米ドル（2007年推計では85,361ドル） - 性別 - 男性: 45,598米ドル - 女性: 30,741米ドル - 人口1人あたり収入: 26,656米ドル - 貧困線以下 - 対人口: 4.5% - 対家族数: 3.1% - 18歳未満: 5.0% - 65歳以上: 6.4% |

## 都市と町
ロッキンガム郡には36の町と1つの市（ポーツマス市）がある。
| 市、または町           | 人口（2010年） | 人口順位 | 陸地面積 km2 | 面積順位 | 人口密度 人/km2 | 人口密度順位 |
| ---------------------- | -------------- | -------- | ------------ | -------- | --------------- | ------------ |
| アトキンソン町         | 6,751          | 14       | 28.8         | 28       | 234.4           | 11           |
| オーバーン町           | 4,953          | 19       | 65.3         | 11       | 75.8            | 28           |
| ブレントウッド町       | 4,486          | 23       | 43.6         | 16       | 102.9           | 23           |
| カンディア町           | 3,909          | 29       | 78.5         | 5        | 49.8            | 33           |
| チェスター町           | 4,768          | 21       | 67.1         | 10       | 71.1            | 29           |
| ダンビル町             | 4,387          | 24       | 30.3         | 27       | 144.8           | 18           |
| ディアフィールド町     | 4,280          | 27       | 131.9        | 1        | 32.4            | 37           |
| デリー町               | 33,109         | 1        | 92.7         | 4        | 357.2           | 6            |
| イーストキングストン町 | 2,357          | 31       | 25.9         | 31       | 91.0            | 27           |
| エッピング町           | 6,411          | 15       | 67.4         | 9        | 95.1            | 25           |
| エクセター町           | 14,306         | 6        | 50.9         | 13       | 281.1           | 7            |
| フレモント町           | 4,283          | 26       | 44.4         | 15       | 96.5            | 24           |
| グリーンランド町       | 3,549          | 30       | 27.2         | 30       | 130.4           | 20           |
| ハンプステッド町       | 8,523          | 11       | 34.5         | 21       | 247.0           | 10           |
| ハンプトン町           | 14,976         | 5        | 33.7         | 22       | 444.4           | 4            |
| ハンプトンフォールズ町 | 2,236          | 32       | 31.6         | 25       | 70.6            | 30           |
| ケンジントン町         | 2,124          | 33       | 31.0         | 26       | 68.5            | 31           |
| キングストン町         | 6,025          | 16       | 50.8         | 14       | 118.6           | 22           |
| ロンドンデリー町       | 24,129         | 3        | 108.3        | 3        | 222.8           | 12           |
| ニューキャッスル町     | 968            | 35       | 2.1          | 37       | 461.0           | 2            |
| ニューフィールズ町     | 1,680          | 34       | 18.2         | 36       | 92.3            | 26           |
| ニューイントン町       | 753            | 37       | 21.7         | 34       | 34.7            | 36           |
| ニューマーケット町     | 8,936          | 9        | 32.5         | 24       | 275.0           | 9            |
| ニュートン町           | 4,603          | 22       | 25.7         | 32       | 179.1           | 15           |
| ノースハンプトン町     | 4,301          | 25       | 36.0         | 20       | 119.5           | 21           |
| ノースウッド町         | 4,241          | 28       | 72.5         | 7        | 58.5            | 32           |
| ノッティンガム町       | 4,785          | 20       | 120.4        | 2        | 39.7            | 35           |
| プレイストウ町         | 7,609          | 12       | 27.5         | 29       | 276.7           | 8            |
| ポーツマス市           | 21,233         | 4        | 40.4         | 17       | 525.7           | 1            |
| レイモンド町           | 10,138         | 8        | 74.5         | 6        | 136.1           | 19           |
| ライ町                 | 5,298          | 18       | 32.7         | 23       | 162.0           | 17           |
| セイラム町             | 28,776         | 2        | 64.0         | 12       | 449.6           | 3            |
| サンダウン町           | 5,986          | 17       | 36.0         | 19       | 166.3           | 16           |
| シーブルック町         | 8,693          | 10       | 22.9         | 33       | 379.6           | 5            |
| サウスハンプトン町     | 814            | 36       | 20.4         | 35       | 39.9            | 34           |
| ストラサム町           | 7,255          | 13       | 39.1         | 18       | 185.5           | 14           |
| ウィンダム町           | 13,592         | 7        | 69.4         | 8        | 195.9           | 13           |
| 合計:                  | 295,223        |          | 1,800        |          | 164.0           |              |

## 見どころ
ロッキンガム郡植物園がブレントウッドにある。ポーツマス市にあるストロベリー・バンク博物館には17世紀から19世紀の歴史ある建物の収集品である。セイラムにあるカノビー湖公園は1902年にオープンしたアミューズメントパークである。セイラムにはまた、ロッキンガム公園競馬場があり、毎週競馬が開催されている。アメリカ・ストーンヘンジは先コロンブス期の石造構造物の収集である。デリーは詩人ロバート・フロストの故郷であり、フロストは近くのピンカートン・アカデミーで教鞭を執っていた。その家であるロバート・フロスト農園は州立公園として保存されている。
郡東部の海岸はニューハンプシャー州で唯一の海岸であり、幾つかのリゾート町がある。ハンプトンビーチには海浜の板道や火事の・ボールルームがある。ライ町にはオディオーンポイント州立公園など自然のままの海浜があり、またショールズ諸島の州内に入っている部分もある。シーブルックにはグレイハウンド・レース公園と原子力発電所がある。この発電所は国内最新のものである。

## 政治
| 年     | 民主党       | 共和党       |
| ------ | ------------ | ------------ |
| 2012年 | 47% 80,142   | 51.6% 87,921 |
| 2008年 | 49.9% 83,723 | 48.8% 81,917 |
| 2004年 | 47.5% 75,437 | 51.7% 82,069 |
| 2000年 | 45.9% 61,628 | 49.1% 65,860 |